# ナレーション
ナレーション（英語: narration）とは、物語(ナラティブ.物語論)を語ること。映画や演劇などで「冒頭で物語を語ること」も「ナレーション」と呼ぶ。転じて、テレビ番組やCMなどで画面に現れない人物が、内容や状況などについて解説すること。また、その解説。
ナレーションをする者は「ナレーター」（英語: narrator）という。

## アイパートナー
日本テレビでは、視覚障害者向けの音声多重放送における副音声ナレーターのことを、独自にアイパートナーと称している。